# Auswuchs

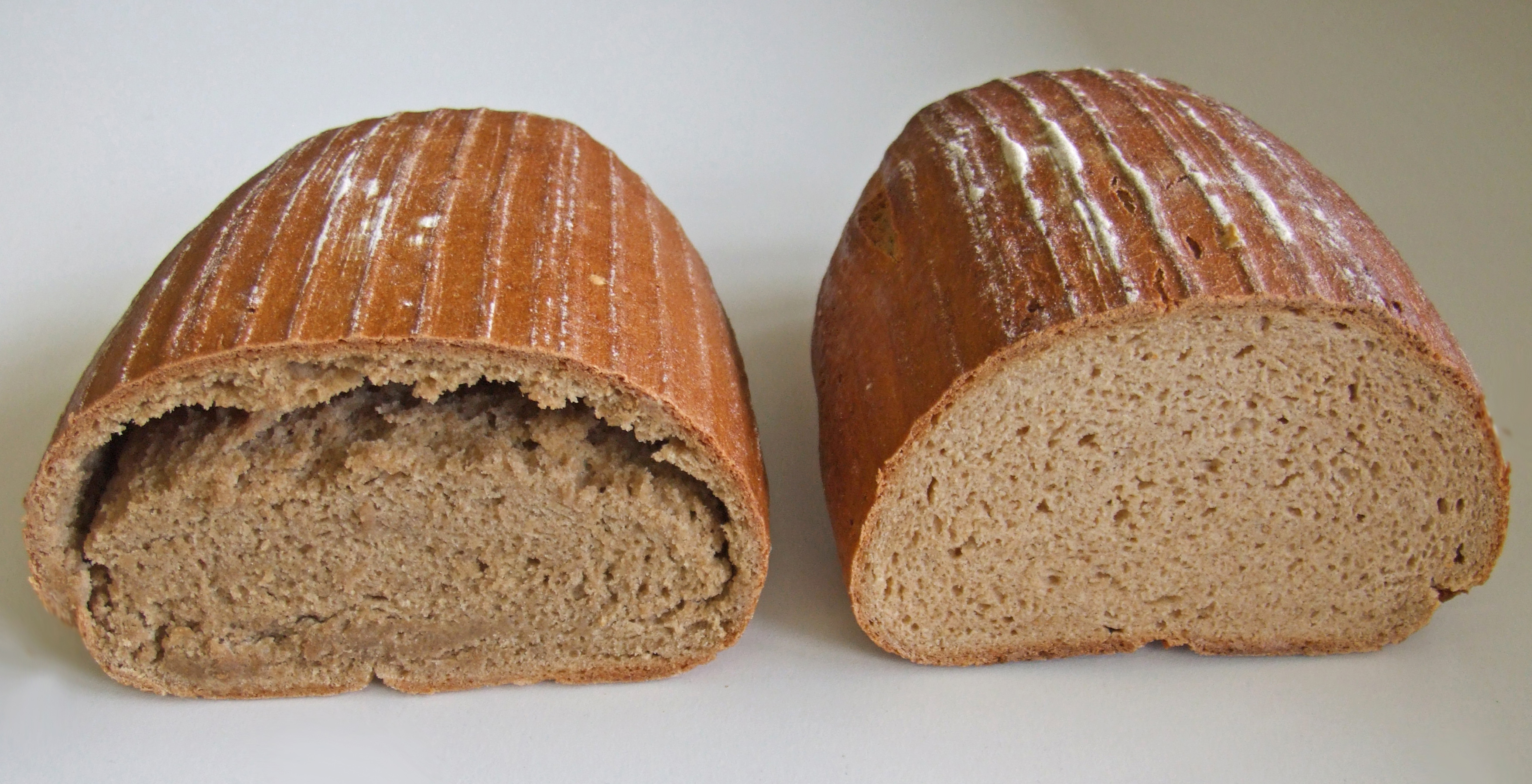
Roggenbrote mit und ohne Auswuchsschädigung

Als Auswuchs bezeichnen Landwirte, Mälzer, Müller und Bäcker Veränderungen von Erntegut (Getreidekörner), das ungewollt und vorzeitig in Keimstimmung geraten ist.
Der Abbau der Keimruhe kann vor der Ernte durch nasse Witterung, nach der Ernte durch mangelnde Trocknung oder fehlerhafte Lagerung ausgelöst worden sein. Die Keimstimmung löst Veränderungen innerhalb des Korns aus, die dessen Eigenschaften für das Mälzen und die Backfähigkeit des gemahlenen Getreides (Mehl) verschlechtert. Insbesondere fördert der Keimvorgang die Enzymaktivität im Korn, vor allem die der beiden Enzyme Amylase und Proteinase. Dadurch werden Stärke und Eiweiß des Korns abgebaut. Als Folge tritt ein schlechtes Backverhalten auf, die Wasseraufnahmefähigkeit des Mehls sinkt, das Backwerk verliert an Elastizität und wird klitschig. Typische Brotfehler durch auswuchsgeschädigtes Getreide sind: unelastische Brotkrume, Wasserstreifen am Boden des Brotes und im Extremfall ein Abreißen der Krume oben von der Kruste.
Unterschieden werden:
- sichtbarer Auswuchs: Blatt- oder Wurzelkeim sind bereits deutlich zu sehen
- unsichtbarer Auswuchs: Eine äußere Veränderung ist noch nicht (oder nur schwer) erkennbar, aber im Inneren des Korns ist eine hohe enzymatische Aktivität feststellbar.

Die letztere Art kann nur durch Laboruntersuchungen im Mühlenlabor festgestellt werden. Geeignete Untersuchungen sind die Fallzahl und das Amylogramm. Dabei gibt das Amylogramm Aufschluss über die Enzymaktivität und das zu erwartende Backverhalten eines Mehls. Es wird vor allem bei Weizen- und Roggenmehl eingesetzt. Ein Amylogramm zeichnet die Veränderungen der Viskosität einer Mehl-Wasser-Suspension während langsamer Aufheizung auf. Dadurch wird geprüft, wie weit die Verkleisterungsfähigkeit der Stärke durch die Enzymaktivität bereits beeinträchtigt ist.